# Wolfgang Hübener
Wolfgang Hübener, né le 15 juin 1924 à Kiel et mort le 1er avril 2015 à Fribourg-en-Brisgau, est un historien et archéologue allemand, professeur d'université, spécialiste de protohistoire et du Haut Moyen Âge.

## Biographie
Après des études de préhistoire et d'histoire ancienne, Wolfgang Hübener obtient son doctorat en histoire le 14 janvier 1952 à l'Université de Kiel en soutenant sa thèse sur la céramique de Hedeby, un établissement de Vikings du Danemark et de Varègues de Suède, important comptoir commercial au sud du Danemark (Die Keramik von Haithabu) ; Ernst Sprockhoff est son directeur de recherche. Il reçoit pour cette thèse la bourse de voyage de l'Institut archéologique allemand. Il travaille comme conservateur de 1954 à 1958 au Maximilianmuseum d'Augsburg.
Le 21 juillet 1962, il achève son habilitation à l'Université de Fribourg par sa recherche consacrée aux céramiques de la période mérovingienne au nord des Alpes (Absatzgebiete frühgeschichtlicher Töpfereien in der Zone nördlich der Alpen. Beiträge zur Keramik der Merowingerzeit).
Il enseigne de 1969 à 1976 à l'Institut für Ur- und Frühgeschichte de l'université de Fribourg ; de 1977 à 1989, il est professeur à l'Institut d'archéologie de l'Université de Hambourg. Il est membre à partir de 1957 de la Schwäbische Forschungsgemeinschaft.

## Publications (sélection)
- Die Keramik von Haithabu, Neumünster, Wachholtz, 1959.
- Absatzgebiete frühgeschichtlicher Töpfereien in der Zone nördlich der Alpen. Beiträge zur Keramik der Merowingerzeit, Fribourg-en-Brisgau, 1962.
- « Eine Studie zur spätrömischen Rädchensigillata (Argonnensigillata) », dans Bonner Jahrbücher, n° 168, 1968, p. 24–298.
- Die römischen Metallfunde von Augsburg-Oberhausen. Ein Katalog, Kallmünz, Laßleben, 1973.
- Die Goldblattkreuze des frühen Mittelalters, Bühl/Baden, Konkordia Verlag 1975, 167 p[2].
- « Eine Studie zu den Beilwaffen der Merowingerzeit », dans Zeitschrift für Archäologie des Mittelalters, n° 8, 1980, p. 65–127.
- « Materialien zur Geschichte des merowingerzeitlichen Saxes », dans Studies Berta Stjernquist, Acta Archaeologica Lundensia, 1988, p. 225–236.
- « Die Langsaxe der späten Merowingerzeit », dans Acta praehistorica et archaeologica, n° 21, 1989, p. 75–84.
- « Témoins archéologiques des Wisigoths en Espagne », dans Gallo-Romains, Wisigoths et Francs en Aquitaine, Septimanie et Espagne (actes des VIIe Journées internationales d’archéologie mérovingienne, Toulouse, 1985), Rouen, 1991, p. 133-139.
- Archäologische Untersuchungen in Bardowick 1979-1982, Hamburg, Buske, 1984  (ISBN 3-87118-682-1).
- « Frühmittelalterliche Zentralorte im Niederelbgebiet (Forschungserträge 1970-1987) », dans Hammaburg N.F., n° 10, 1993, p. 167–193.